# Комен
Комен (словен. Komen) — поселення в общині Комен, Регіон Обално-крашка, Словенія. Висота над рівнем моря: 273,1 м.